# Víctor Perales
Víctor Raúl Perales Aguilar (7 de noviembre de 1990) es un futbolista Mexicano que juega en la posición de Defensa en el Club Deportivo Mineros de Zacatecas de la Liga de Ascenso de México.

## Debut
Víctor Perales es un jugador mexicano que juega como defensa central en el Tiburones Rojos De Veracruz, procedente de las fuerzas básicas del club Deportivo Guadalajara, pues se encontraba jugando en la Segunda División de México con el equipo filial del Guadalajara, una semana antes de su debut el jugador jugo contra los Dorados UACH y después se dio la sorpresa de su debut ante el CF Pachuca equipo de la Liga MX, debutó con el primer equipo en el Torneo Apertura 2012, en el cual sobresalió como jugador novato y siendo titular en varios partidos del Guadalajara, y destacando por su buen funcionamiento como joven promesa del equipo en este torneo. Llegó a ser referente en la defensa de los Tiburones Rojos, siendo de confianza para el DT Carlos Reinoso. Fue cedido al Venados Fútbol Club jugando en dos partidos de la liga.
Llegó como préstamo al Club Deportivo Mineros de Zacatecas de la Liga de Ascenso MX, de cara al Apertura 2016.

## Clubes
| Club                        | País   | Año             |
| --------------------------- | ------ | --------------- |
| Club Deportivo Guadalajara  | México | 2012 - 2014     |
| Tiburones Rojos de Veracruz | México | 2014 - 2015     |
| Venados Fútbol Club         | México | 2016            |
| Mineros de Zacatecas        | México | 2016 - Presente |